# Genkai, Saga
Genkai (玄海町 Genkai-chō) là thị trấn thuộc huyện Higashimatsuura, tỉnh Saga, Nhật Bản. Tính đến ngày 1 tháng 10 năm 2020, dân số ước tính thị trấn là 5.609 người và mật độ dân số là 160 người/km2. Tổng diện tích thị trấn là 35,92 km2.